# Comuna de Bartoszyce
Bartoszyce (polaco: Gmina Bartoszyce) é uma gminy (comuna) na Polónia, na voivodia de Vármia-Masúria e no condado de Bartoszycki. A sede do condado é a cidade de Bartoszyce.
De acordo com os censos de 2004, a comuna tem 10 820 habitantes, com uma densidade 25,3 hab/km².

## Área
Estende-se por uma área de 427,82 km², incluindo:
- área agrícola: 71%
- área florestal: 16%

## Demografia
Dados de 30 de Junho 2004:
|                      | Total   | Total | Mulheres | Mulheres | Homens  | Homens |
| -------------------- | ------- | ----- | -------- | -------- | ------- | ------ |
|                      | pessoas | %     | pessoas  | %        | pessoas | %      |
| População            | 10 820  | 100   | 5323     | 49,2     | 5497    | 50,8   |
| Densidade (pop./km²) | 25,3    | 100   | 12,4     | 12,4     | 12,8    | 12,8   |

De acordo com dados de 2002, o rendimento médio per capita ascendia a 1411,05 zł.

## Comunas vizinhas
- Bartoszyce, Bisztynek, Górowo Iławeckie, Kiwity, Lidzbark Warmiński, Comuna de Sępopol.